# Clan Rokugō

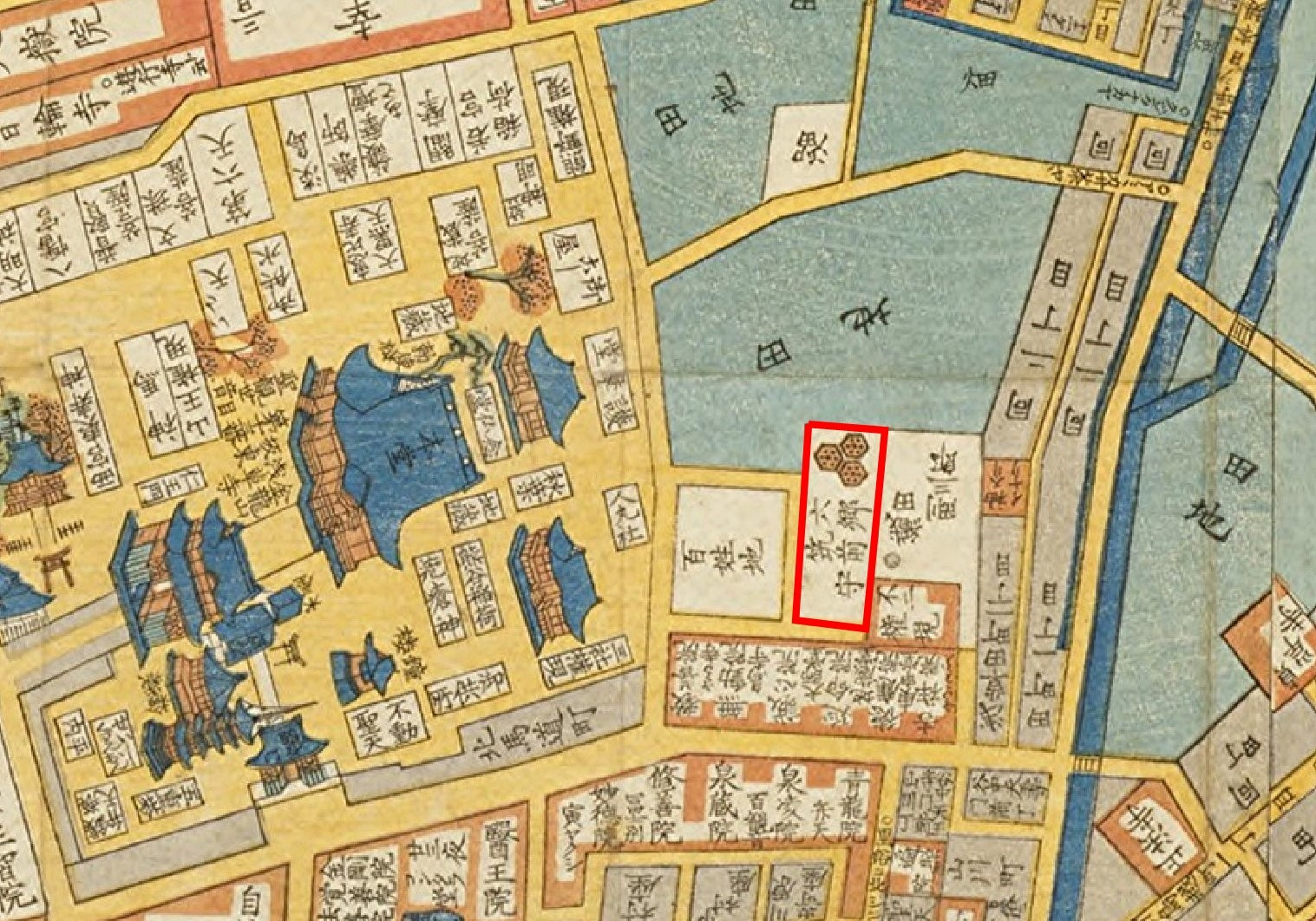
Rokugō kamiyashiki à Edo près du Sensō-ji, en 1850.

Le clan Rokugō (六郷氏, Rokugō-shi) était un clan de samouraïs japonais qui prétendait descendre du clan Fujiwara et était basé dans la province de Dewa du comté de Senboku à la fin de l'époque Sengoku. Il ne faut pas le confondre avec un autre clan de samouraïs du même nom qui figure dans les premières archives de l'époque Muromachi dans la province de Musashi.
Rokugō Masanori (1567-1634) a été récompensé par Tokugawa Ieyasu pour son soutien aux armées orientales lors de la bataille de Sekigahara contre ses seigneurs nominaux, le clan Onodera, par une augmentation de ses avoirs de 4 500 koku à 10 000 koku et par le statut de daimyō du Domaine de Hitachi-Fuchū. Il servit le shogunat Tokugawa pendant le siège d'Osaka en 1614 et, après la destruction du clan Mogami, fut transféré dans le domaine de Honjō avec une augmentation des revenus atteignant 20 000 koku, qui furent tous consolidés sous la forme de 103 villages dans le comté de Yuki, où ses descendants gouvernèrent pendant onze générations à la restauration de Meiji.
Au cours de la guerre de Boshin de 1868-1869, les Rokugō ont signé le pacte qui a formé le Ōuetsu Reppan Dōmei, mais ils ont été éclipsés par les forces impériales qui ont soumis l'alliance. Le château de Honjō a été détruit pendant ce conflit. Comme avec toutes les autres familles de daimyōs, le nouveau gouvernement de Meiji a retiré le titre du clan Rokugō en 1871. Le dernier daimyō du domaine de Honjō obtint par la suite le titre de shishaku (vicomte) dans la pairie kazoku,.